# Bagad de la Lande d'Ouée
Le bagad de la Lande d'Ouée était un bagad militaire français issu du 41e régiment d'infanterie. Créé à Rennes, il fut déplacé à Châteaulin lors du transfert de son régiment.

## Historique
Le groupe est créé en juillet 1966 au sein du 41e régiment d'infanterie. Le ministère de la défense limite alors à ce seul régiment le droit de constituer un groupe de ce type dans l'armée de terre. Il compte alors une trentaine de musiciens. Il déménage à Châteaulin en même temps que son unité ; il est dissout le 30 juin 1999 dans le cadre du plan « armée 2000 » qui entraîne une baisse des effectifs de l'armée française.